# Antero Rubín Homent
Antero Rubín Homent (Redondela (Pontevedra) España, 15 de febrero de 1851 - Orense, 1 de mayo de 1935) fue un general y político español conocido por su larga carrera en Cuba.

## Biografía
Luchó en la guerra de Cuba, fue elegido diputado en las Cortes Generales por el distrito de Quiroga (Lugo) en 1914 y durante la legislatura de los años 1921-1922 fue senador electo por la provincia de Zamora.
Su padre, Evaristo Rubín, fue un oficial de carrera que combatió con distinción bajo las órdenes del General Prim en la guerra de África. Antero Rubín ingresó voluntariamente en el ejército el 11 de mayo de 1868 y a los dieciséis años fue a Cuba con el ejército, de donde regresó a los pocos años tras haber ascendido al rango de teniente. Estudió en Redondela, Vigo, Pontevedra y Santiago de Compostela.
En 1869, ya como cabo segundo, partió hacia Cuba una vez más. En 1895, estando destinado en Tuy (Pontevedra) como jefe de la comandancia militar, vuelve a ser enviado a Cuba para defender los intereses españoles. Con el batallón Granada, compuesto por 700 hombres, hizo frente a una insurrección en Potrero de las Varas el 24 de septiembre de 1895. Su triunfo le valió diversas condecoraciones pero también fue herido. Una vez recuperado asumió las comandancias militares de Cienfuegos y Bayamo. En 1897 participó en los combates de Santa Fe, El Revolcadero y Lomas del Viento, entre otros. Ya en el año 98 participó en batallas como las de Quemado y Guanacoa. Los días 22, 23 y 24 de junio tomó parte en las batallas contra los estadounidenses. El 1 de julio presenció la capitulación de Santiago de Cuba.
El 14 de febrero de 1898 la reina regente María Cristina de Habsburgo-Lorena le ascendió a general de brigada. En 1901 pasará a ser gobernador civil de Oviedo. En 1908 fue ascendido a general de división y en diciembre de 1916 a teniente general. En 1917 fue nombrado Capitán General de Galicia tras haber dirigido los gobiernos militares de La Coruña, Zaragoza y Bilbao. En 1918, cuando el XIV Regimiento de Artillería de España se trasladó al barrio de Campolongo en Pontevedra, una avenida de la ciudad fue bautizada con el nombre del General Antero Rubín, como muestra de reconocimiento por haber llevado esa unidad militar a Pontevedra. Fue senador por la provincia de Zamora entre los años 1921-22. Pasó a la reserva en 1923. Falleció en Orense el 1 de mayo de 1935.